# Епархия Ханьяна
 Епархия Ханьяна  (лат. Dioecesis Haniamensis) — епархия Римско-Католической церкви с центром в городе Ханьян, Китай. Епархия Ханьяна входит в митрополию Уханя. Кафедральным собором епархии Ханьяна является церковь святого Колумбана в городе Ханьян.

## История
12 декабря 1923 года Римский папа Пий XI издал бреве «Quo christiani», которым учредил апостольскую префектуру Ханьяна, выделив её из апостольского викариата Восточного Хубэя (сегодня — Архиепархия Уханя).
14 июля 1927 года апостольская префектура Ханьяна была преобразована в апостольский викариат.
11 апреля 1946 года Римский папа Пий XII издал буллу «Sinarum», которой преобразовал апостольский викариат Ханьяна в епархию.

## Ординарии епархии
- епископ Edward J. Galvin (1.11.1924 — 23.02.1956)
  - Sede vacante (1956—1984)
- епископ Petrus Zhang Boren (Chang Bai Ren) (1984—2005)
  - Sede vacante (с 2005 года — по настоящее время)

## Источник
- Annuario Pontificio, Libreria Editrice Vaticana, Città del Vaticano, 2003, ISBN 88-209-7422-3
- Бреве Quo christiani, AAs 16 (1924), стр. 35  (лат.)
- Булла Sinarum, AAS 38 (1946), стр. 301  (лат.)